# هجوم قطار بورتلاند 2017

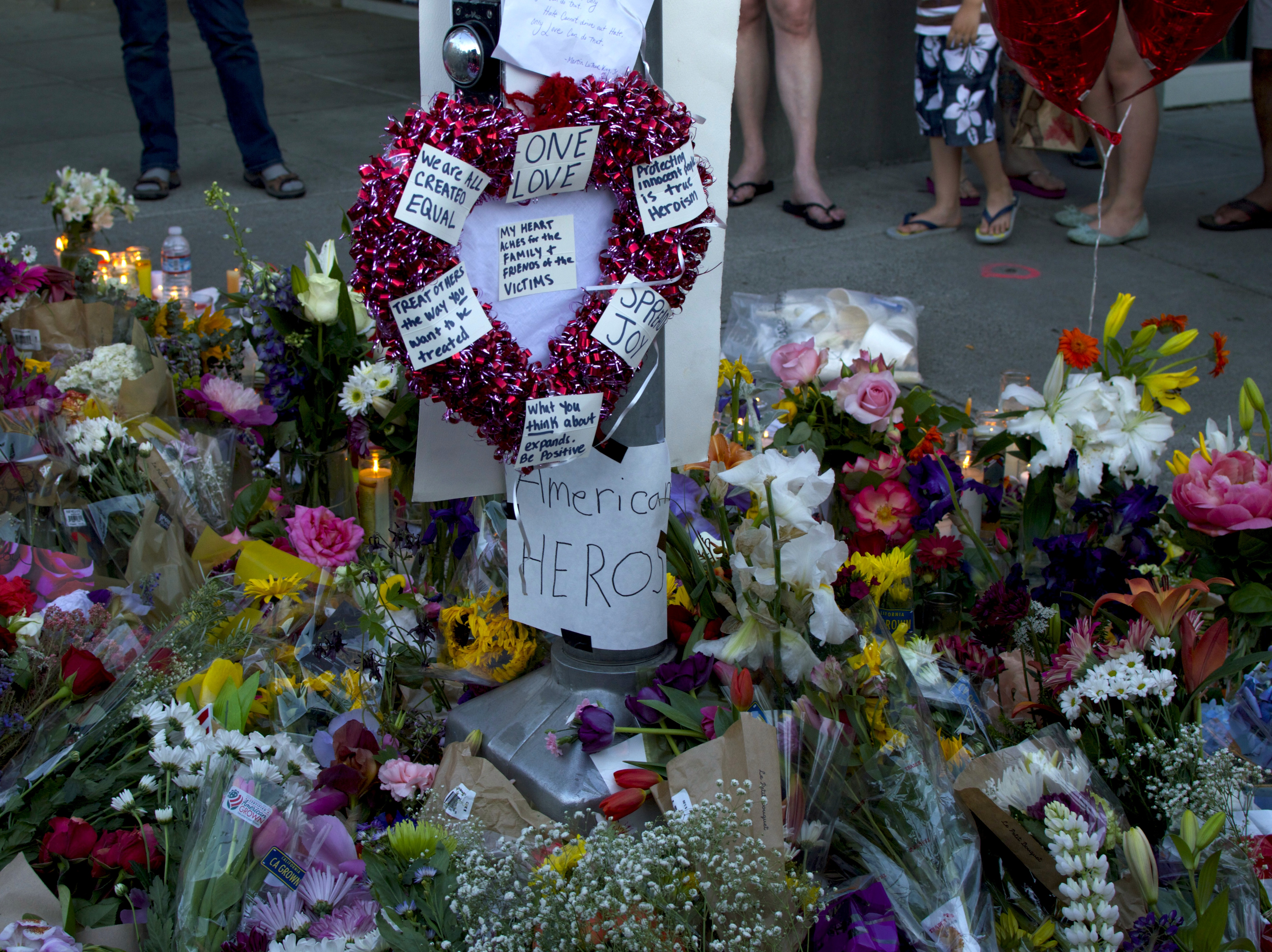
النصب التذكاري للضحايا

هجوم قطار بورتلاند 2017 حدث في 26 مايو 2017 عندما أقدم رجل على طعن شخصين حتى الموت وأصابة ثالث، بعد أن تم مواجهته حينما كان يصيح بعبارات مهينة وعنصرية ضد المسلمين على فتاتين مراهقتين في محطة قطار ماكس لايت ‏ في بورتلاند بأوريغون.

## تحقيق
بعد الهجوم قامت الشرطة المحلية باعتقال جورج كريستيان في سجن مقاطعة مولتنوماه. مكتب التحقيقات الفدرالي يساعد شرطة بورتلاند في التحقيق. وقال رين كانون المتحدث لمكتب التحقيقات الفيدرالي في بورتلاند: «من السابق لأوانه القول ما إذا كان الهجوم الذي وقع الليلة الماضية عملا من أعمال الإرهاب المحلي أو جريمة كراهية اتحادية».
وفي 3 يونيو / حزيران 2017، ألقت الشرطة القبض على جورج تشاجيني البالغ من العمر 51 عاما، والذي كان يعيش في معسكر صغير للمشردين بالقرب من موقع الهجوم. وقال متحدث باسم الشرطة إنه في خضم المشهد الفوضوي، قام تشاجيني بإزالة خاتم الزواج من إصبع ريكي بست (احد الضحايا)، وسرق حقيبة ظهره ومحفظته. وقال ان فيديو المراقبة يدعم الاتهامات وان تشاجيني كان يرتدي خاتم بيست عندما تم القاء القبض عليه.